# 오천도서관
오천도서관은 경상북도 포항시 남구 오천읍에 있는 시립 도서관이다.

## 연혁
- 1999년 5월 4일 오천공공도서관 개관
- 2006년 4월 25일 오천공공도서관이 시립도서관으로 편입
- 2010년 4월 1일 오천공공도서관을 오천도서관으로 명칭 변경

## 시설현황
- 3층: 강당
- 2층: 디지털자료실, 일반열람실, 학생열람실
- 1층: 청소년상담실, 정기간행물실, 포은문화관, 대출실, 사무실

## 이용 안내
이용 시간
- 열람실: 매일 08:00~22:00
- 대출실: 매일 09:00~18:00
- 디지털자료실: 매일 09:00~18:00
- 정기간행물실: 매일 09:00~18:00
- 포은문화관(강좌 및 공연, 전시회): 매일 09:00~18:00

휴관일
- 매월 첫째·셋째 월요일
- 일요일을 제외한 공휴일(단, 공휴일과 겹친 일요일 휴관)
- 임시휴관일: 그 밖에 도서관장이 필요하다고 인정하는 날